# Храм Николая Чудотворца (Воронеж)
Храм Николая Чудотворца (Свято-Никольский храм) — православный храм в Воронеже. Относится к Центральному благочинию Воронежской епархии Русской православной церкви.

## История

### История строительства
Храм Николая Чудотворца был построен в период между 1712 и 1720 годами, и, в отличие от множества других храмов Воронежа, практически всё время использовался по своему прямому назначению. История Никольского храма восходит к началу XVII века, когда здесь, в Напрасной слободе, был поставлен деревянный храм в честь св. Димитрия Углицкого. В Писцовой книге 1615 года он значился так: 
Да за острогом же в Напрасной слободе церковь поставлена нова во имя царевича Дмитрия Углетцкого, а другой престол преподобного отца Михаила Малеина, древяна клецки, а строенье та церковь попа Матвея Афанасьева, а строил государевым деньгам, под ту церковь по государево грамоте церковные земли во все стороны по 50 сажень; а на той земле во дворе поп Матвей Афанасьев, дьячок Савка Филипов, пономарь Петрушка Кондратьев; да на той же земле дворишки бобыльские.
 В Димитриевской церкви находился почитаемый чудотворный образ Николая Чудотворца. Написан он был не позднее середины XVII века; о нём сообщалось в надписи на древнем напрестольном кресте: 
Лета 7160 (1652) построен сей крест на Воронеже городе к церкви Благоверного Царевича Димитрия, что стоит образ чудотворца Николы.
 Эти реликвии стали единственными из сохранившихся после пожара в 1703 году, были перенесены в современную Никольскую церковь и сохранялись там ещё в начале XX века. В 1712 году на пожертвования горожан церковь была отстроена в камне и в 1720 году освящена в честь Святителя Николая. По своей композиции она чрезвычайно близка к построенной в те же годы церкви Иоанна Воина в Москве.
Пожар 1748 года вновь повредил Никольский храм: сгорела кровля купола и трапезной, в интерьере огонь истребил иконы, ризницу и святые престолы. Прихожане сразу же взялись за восстановление храма, и уже в сентябре 1749 года епископ Феофилакт (Губанов) освятил придельный алтарь во имя великомученика Димитрия Солунского в трапезной. В 1768 году вокруг храма была устроена каменная ограда. В 1788 году в главном храме был обновлён иконостас и расписаны стены, в 1816—1819 годах подобные работы были проведены в Димитриевском приделе. В XVII и XVIII веках храм был одним из самых богатых в городе. В 1830 году купец Алексей Самуилович Мещеряков устроил в храме придел в честь своего митрополита Алексия, освящённый 27 сентября 1831 года. В 1831 году во время эпидемии холеры прославилась особо чтимая Толгская икона Божией Матери, икону носили по улицам и домам горожан. В 1836 году на деньги купцов Лялиных в храме в честь этой иконы был сооружён правый придел. Придел разместили на месте Димитриевского, который был отнесен влево, для чего пробили капитальную стену. В 1839 году те же купцы Ляпины пожертвовали средства на очередное обновление главного иконостаса; в 1864 году была переписана настенная живопись. Последний перед революцией ремонт был проведён в 1900 году: обрели новый вид иконостасы и фрески, во всём храме появилось водяное отопление.

### Советское время
В 1920-х годах Никольский храм становится оплотом обновленцев. В 1930-х годах ряд священников храма был репрессирован. В 1940 году храм был закрыт. Великая Отечественная война заставила власти пересмотреть своё отношение к Русской православной церкви. 5 февраля 1942 года храм вернули верующим. В период оккупации правого берега Воронежа с июля 1942 по январь 1943 года храм не действовал. При освобождении Воронежа были разрушены два яруса колокольни, сгорела кровля трапезной и покрытие купола, но богослужения в храме в середине 1943 года возобновились. В 1944—1949 годах Свято-Никольский храм — единственный действующий в городе, становится кафедральным собором. Первый послевоенный архиепископ Воронежский и Острогожский Иона (1866—1945) покоится сейчас за алтарём храма. К концу 1940-х годов в Воронеже открылись Казанский и Покровский собор, к последнему перешёл статус собора.

### Восстановление и реставрация
В 1988 году, в год тысячелетия Крещения Руси, храм был заново расписан внутри, но сохранились и иконы XIX века. В 1996 году художником К. Д. Ясиновским была исполнена мозаичная надвратная икона, а в 2005 году на колокольне появилась мозаичная икона св. Николая Воронежского художника Чурюмова.
В 1990-х годах в ограде храма был сооружен церковный дом. Устроенный в нём в июне 2001 года крестильный храм был освящён по благословению Мефодия, митрополита Воронежского и Липецкого, в честь Толгской иконы Божией Матери.
В 2016 года началась масштабная реконструкция храма: был отреставрирован алтарь, проведена система отопления, подключена вода, перекрыты полы, проведена сигнализация и видеонаблюдение, укреплена подпорка стены, обновляются орнаменты. Капитальные работы планируется завершить к 300-летию храма (2020 год).
Работы ведутся при финансовой поддержке бизнесмена Петра Вьюнова, а также прихожан церкви.

### Настоящее время
Каждый день в храме проводятся богослужения. Сейчас при нём работает воскресная школа, действует клуб Православные богатыри.

## Святыни
В Свято-Никольском храме находятся следующие святыни:
- храмовая икона с частицей мощей св. Николая Угодника;
- икона с частицей мощей св. Иоанна Крестителя;
- икона с частицей св. мощей прп. Евфросинии Суздальской;
- икона с частицей чудотворной лозы прп. Стефана Неманича;
- икона с частицей мощей св. великомученика Пантелеимона;
- икона с частицей мощей св. Феофана Затворника;
- икона Божией Матери «Скоропослушница», писанная на святой горе Афон;
- икона с частицей мощей великомученицы Варвары;
- икона с частицей мощей священномученика Петра (Зверева);
- икона с частицей мощей св. Иоанна Русского;
- ковчег с частицей Древа Животворящего Креста Господня и частицами мощей святых.

## Фотографии

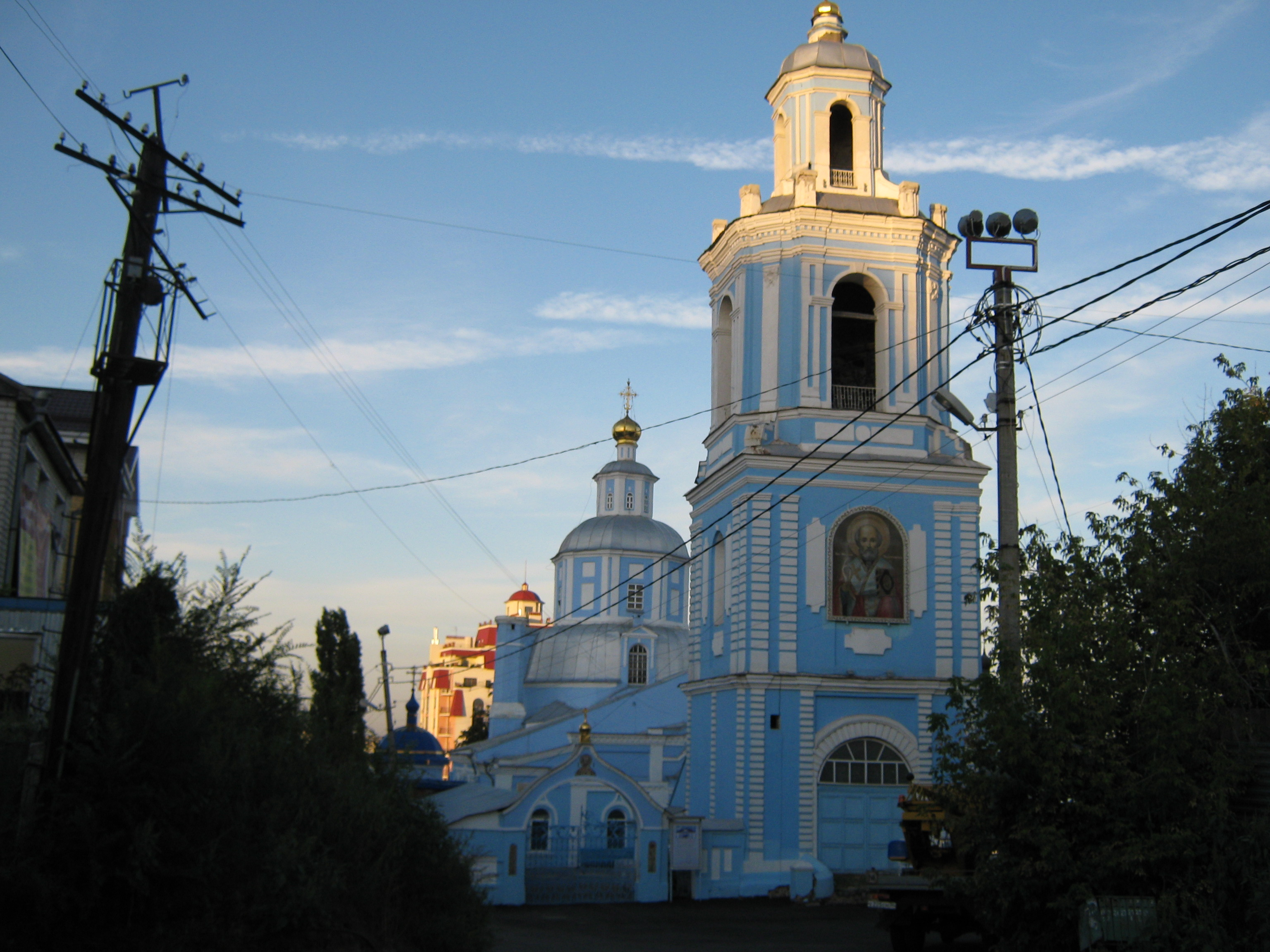
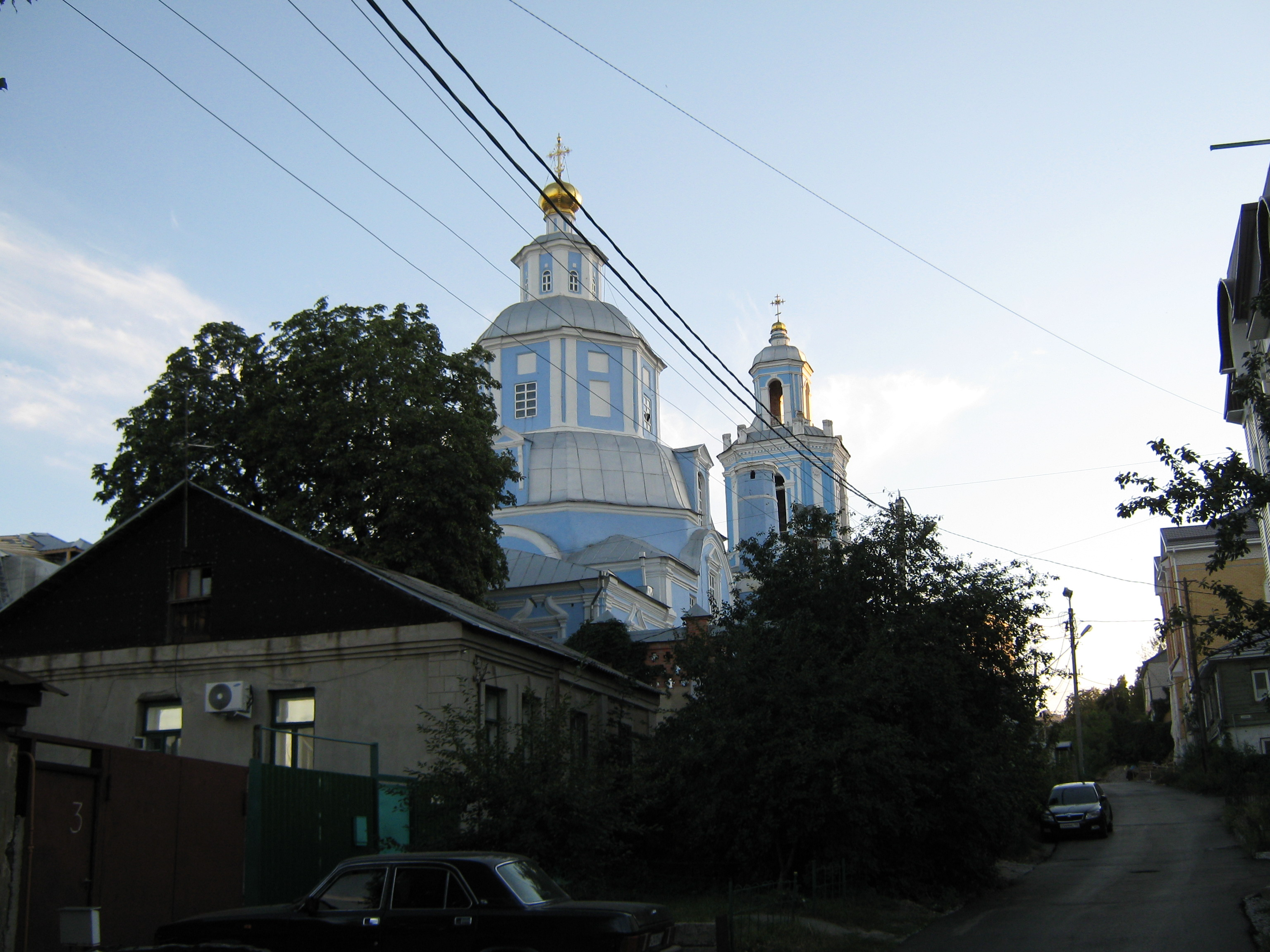
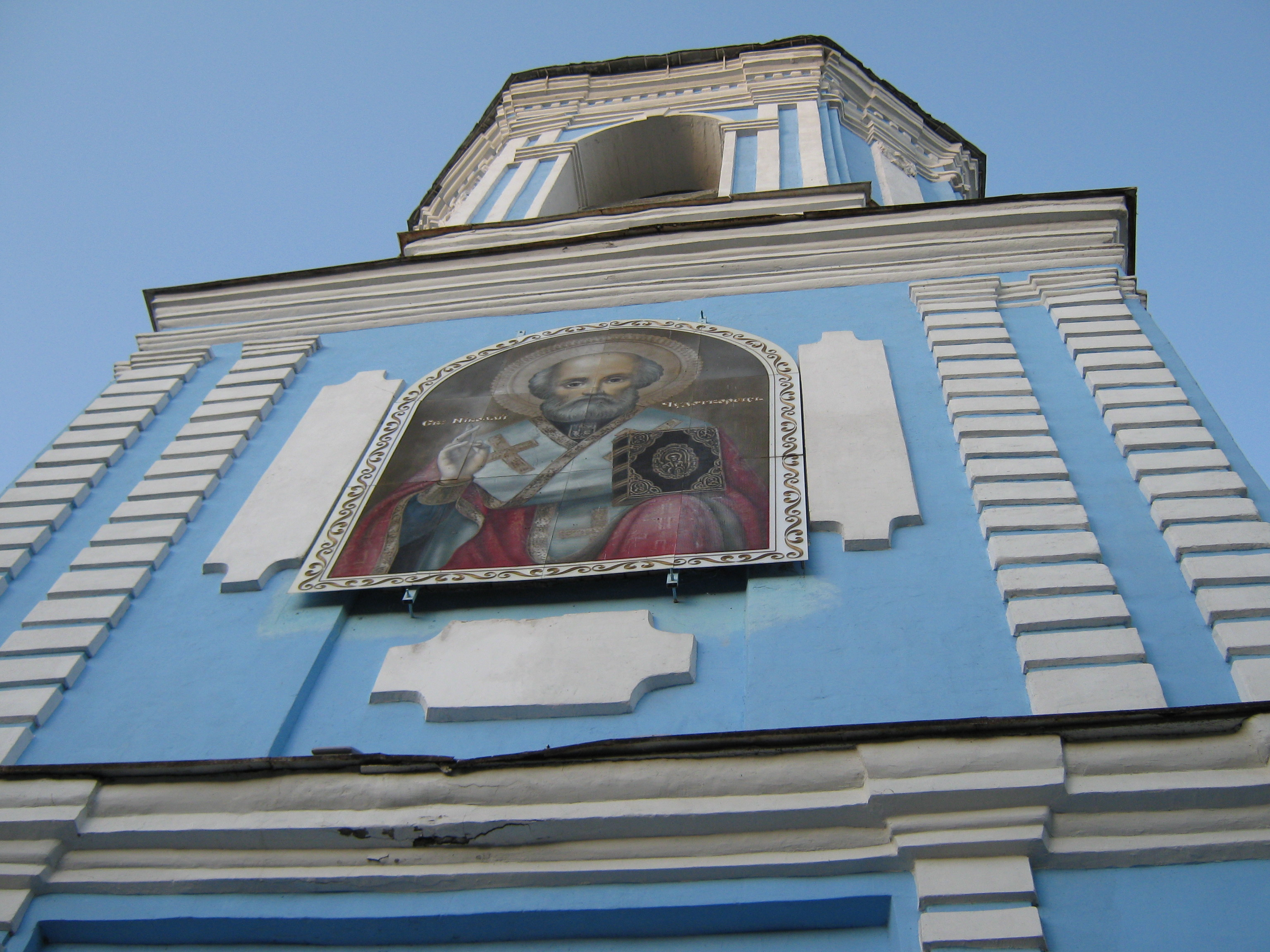
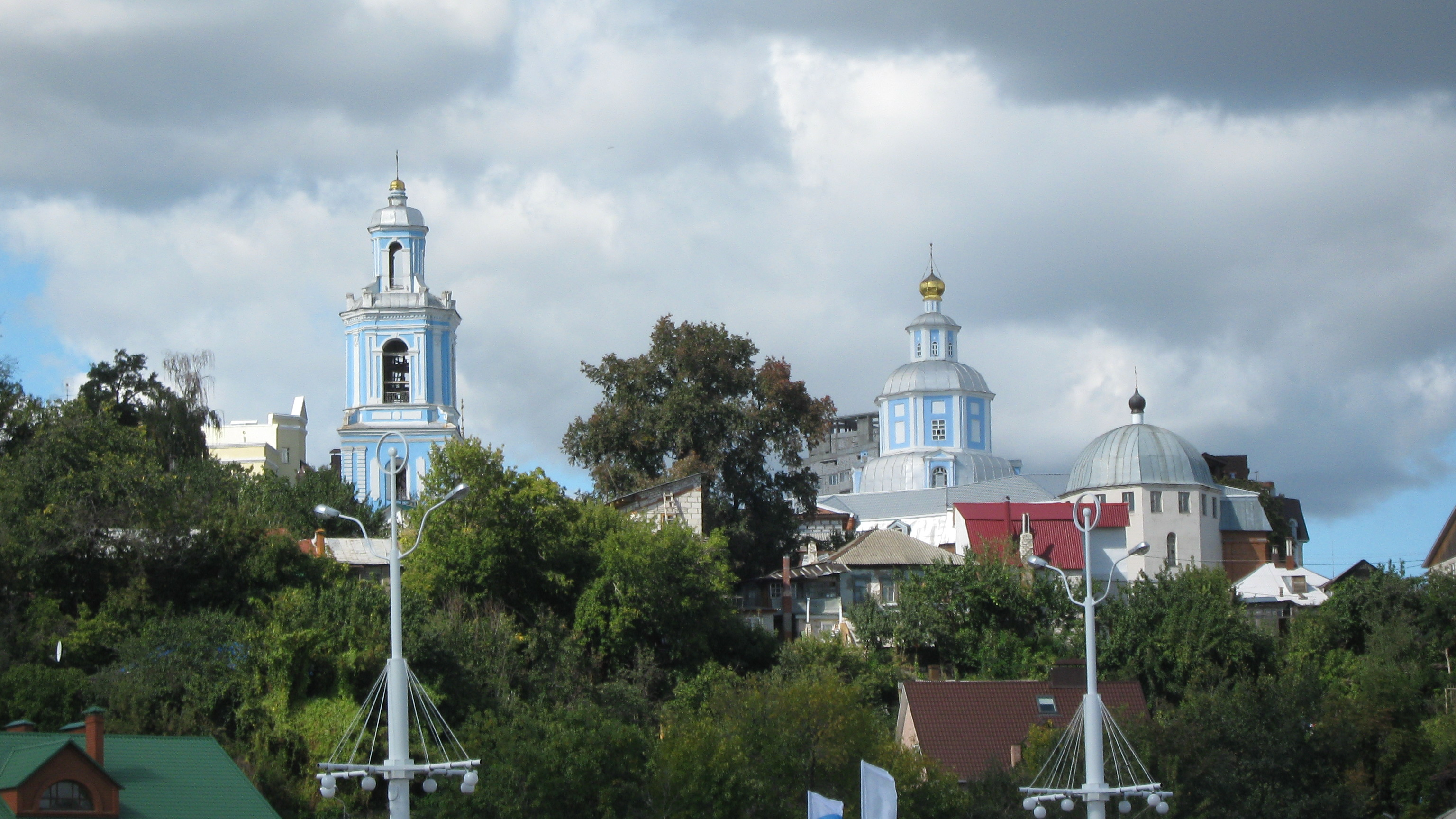
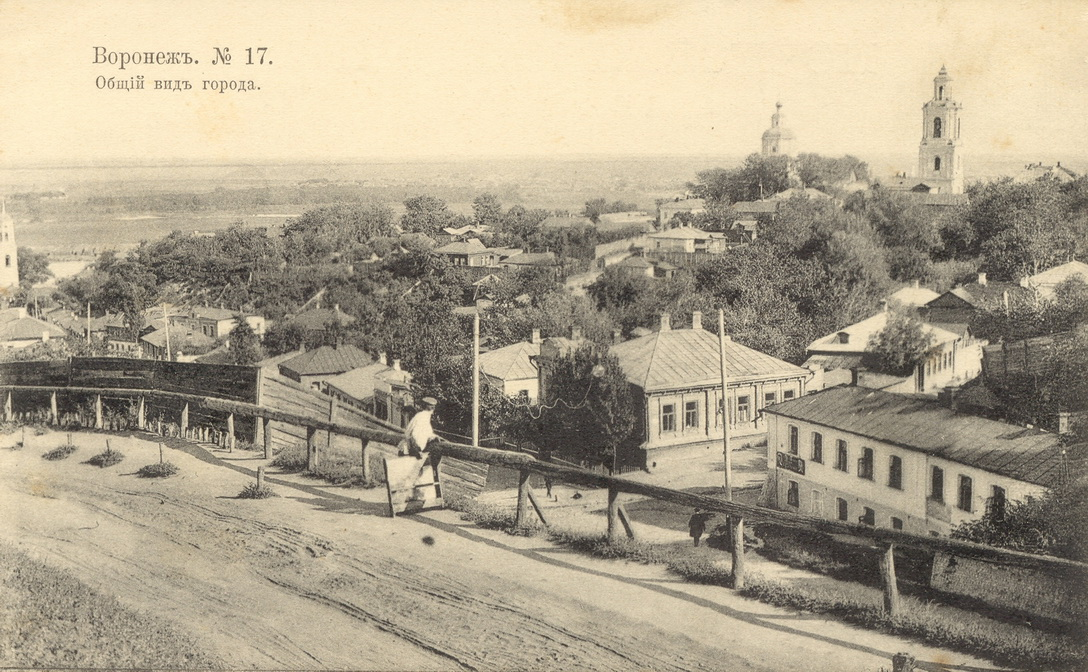